# 국경 전투 (1941년)

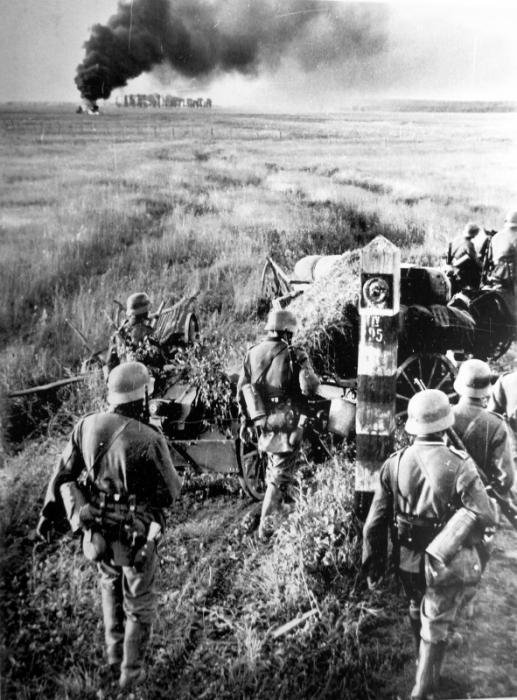
국경 전투의 모습

1941년 국경 전투(러시아어: Приграничные сражения 1941) 또는 러시아에서 단순히 국경 전투(러시아어: приграничное сражение)라고 하면 제2차 세계 대전 중 바르바로사 작전 초기인 1941년 6월 22일에서 29일(전투 시기에 대해선 논란이 있음)까지 소련 국경지대인 서우크라이나, 리투아니아, 라트비아 남부, 벨라루스 지역에 있었던 독일군과 소련군 사이의 전투이다.

## 전개
독일 국방군은 국경 공세에서 기습공격을 통한 압도적 우세로 주로 소총병 사단으로 구성된 소련군 국경병력을 돌파했다. 독일 주력군은 비아위스토크 돌출부에 있는 서부 전선군에 집중되었다. 서부 전선군은 비아위스토크-민스크 전투로 포위되어 사실상 소멸하였으며, 제2전략군으로 재편성을 해야 했다. 당시 독일 국경에 배치되었던 소련군 중 가장 강력했던 군집단인 남서부 전선군은 비록 실패로 끝나긴 했으나 브로디 전투 당시 전차 반격 공세를 통해 포위섬멸 당하는 것은 피할 수 있었다. 이후 남서부 전선군 일부는 우크라이나 작전군과 연계하여 방어전을 펼치다 키예프 전투에서 독일 중앙집단군에게 포위섬멸당했다. 모든 전선에서 소련군은 전쟁 이전 계획했던 계획과 6월 22일 침공 당일에 발령된 최고사령부 명령서 3호를 따라 진행했다. 이 명령서엔 독일군의 공격을 방어하고 반격해 국경 지역을 완벽히 방어하라는 계획이었다.

## 전역 및 결과
국경 전투의 주요 전투는 다음과 같다.
- 브레스트 요새 방어전
- 벨라루스 전략방어작전 중 일어난 비아위스토크-민스크 전투
- 리비우-체르니우치 전략방어작전 중 일어난 브로디 전투
- 라세이냐이 전투

바르바로사 작전 개시 첫 주 사이 독일 국방군은 발트해 연안 국가 및 벨라루스 대부분을 장악했으며, 우크라이나 방면에서는 리우네-오스트로흐-크레메네츠-리비우 선 동쪽으로 진격했다. 1941년 6월 30일에는 루마니아가 참전하면서 루마니아-소련 국경 몰도바 지역에서도 전투가 시작되었다.

## 참고 문헌
- Вторая мировая война 1939—1945. Военно-исторический очерк, М., 1958
- История Великой Отечественной войны Советского Союза 1941—1945, т. 2, М., 1963
- История Второй мировой войны, т. 4, М., 1975.
- Приграничные сражения 1941 // Великая Отечественная война, 1941—1945 : энциклопедия / под ред. М. М. Козлова. — М. : Советская энциклопедия, 1985. — С. 581—582. — 500 000 экз.
- Glantz, David (2012). 《Operation Barbarossa: Hitler's invasion of Russia 1941》. The History Press. ISBN 978-0752460703.